# チェインズ
「チェインズ」（Chains）は、ジェリー・ゴフィンとキャロル・キングによって書かれた楽曲である。1962年にクッキーズによってシングル盤として発売され、翌年にビートルズによってカバーされた。

## オリジナル・バージョン
クッキーズは、1962年に「チェインズ」のレコーディングを行ない、同年11月にシングル盤として発売した。ディメンション・レコードから発売されたシングル盤は、『ビルボード』誌のR&Bシングルチャートで最高位6位、Billboard Hot 100で最高位17位を記録した。
『オールミュージック』のリッチー・アンターバーガーは、「当時のガール・グループやソウル・ポップの楽曲と同じく、不規則な拍子を取り入れていて、2拍子と1拍子のリズムが交互に繰り返されている。これはシンプルなようでありながらかなりキャッチーで、歌詞とメロディーをより歌いやすく、記憶に残るものにしている。ヴァースはR&Bテイストのポップ・ロックで、歌詞に沿ったアップビートで煙ったようなサックスのリフがよく効いている。ブリッジでは、ヴァースのようにユニゾンで歌うのではなく、愛嬌のある弱々しいリード・ボイスが前面に出されたボーカル・アレンジで、よりセクシーで魅力的なムードを出している」と評している。

### チャート成績
| チャート (1962年 - 1963年)     | 最高位 |
| ------------------------------ | ------ |
| UK シングルス (OCC)            | 50     |
| US Billboard Hot 100           | 17     |
| US Hot R&B singles (Billboard) | 6      |

## ビートルズによるカバー
クッキーズのシングルは、1962年11月に発売された後、リヴァプールのバンドのカバー曲として人気を博し、ビートルズも一時的にライブのセットリストに「チェインズ」を加えていた。1963年2月11日に4テイクで録音され、リード・ボーカルはジョージ・ハリスンが務め、ジョン・レノンとポール・マッカートニーがハーモニー・パートを歌った。また、レノンはイントロでハーモニカを演奏している。
ビートルズによるカバー・バージョンは、1963年3月22日にパーロフォンから発売された1作目のイギリス盤公式オリジナル・アルバムアルバム『プリーズ・プリーズ・ミー』のA面4曲目に収録された。アメリカでは、1964年1月10日にヴィージェイ・レコードから発売されたアルバム『Introducing... the Beatles』に収録された後、1965年3月22日にキャピトル・レコードから発売されたアルバム『ジ・アーリー・ビートルズ』に収録された。音楽評論家のイアン・マクドナルドは、ビートルズによるカバー・バージョンについて「わずかに音が外れている」「自然さが欠けている」と評している。
ビートルズは、『Side by Side』、『Here We Go』、『Pop Go The Beatles』などのBBCラジオの番組で演奏しており、2013年に発売された『オン・エア〜ライヴ・アット・ザ・BBC Vol.2』に当時の演奏が収録されている。

### クレジット
※出典
- ジョージ・ハリスン - リード・ボーカル、リードギター
- ジョン・レノン - リズムギター、ハーモニカ、ハーモニー・ボーカル
- ポール・マッカートニー - ベース、ハーモニー・ボーカル
- リンゴ・スター - ドラム
- ノーマン・スミス - エンジニア